# Нове «Я». Вплив медитації на свідомість, тіло й мозок
«Нове „Я“. Вплив медитації на свідомість, тіло й мозок» (англ. Altered Traits: Science Reveals How Meditation Changes Your Mind, Brain, and Body) — книга Деніела Ґоулмана та Річарда Девідсона, вперше опублікована у видавництві «Avery» у 2017 році. У 2019 році перекладена українською мовою (перекладач — Олександра Асташова) і видана у видавництві «Наш Формат».

## Огляд книги
Популярність східної практики медитації зростає, водночас збільшується і кількість міфів про неї. Гоулман і Девідсон медитували все своє свідоме життя, тож всі переваги відчули на собі. Однак вирішили провести дослідження та підтвердити свої ідеї з позиції науки.
Автори спробували відповісти на ряд запитань: Що каже наука про вплив медитації? Чи допоможе вона всім? Як довго потрібно практикуватися, щоб помітити зміни? Чи краще медитатори концентруються, аніж інші люди? Чим відрізняється медитація від занять спортом? Автори також зазначили, що:
Медитація — загальний термін, що охоплює багато різновидів споглядальної практики, як, приміром, спорт містить широкий перелік дисциплін. Тож як у спорті, так і в медитації результат залежить від того, що ви робите.
Оригінальний текст (англ.)
Meditation is a catch-all world for myriad varieties of contemplative practice, just like as sports refers to a wide range of athletic activities. For both sports and meditation, the end results vary depending on what you actually do.

Результати досліджень довели, що різні види медитації дають різні результати. Логічним також є той факт, що чим більше годин люди присвячували практиці, тим кращими були результати.
— Daniel Goleman, Richard Davidson. Altered Traits: Science Reveals How Meditation Changes Your Mind, Brain, and Body.

Досвідчені медитатори швидше відновлюються після стресу і витримують більш інтенсивний біль. Медитація вже після восьми хвилин практики покращує увагу, однак це короткочасна користь і для її закріплення необхідно багато годин регулярної практики.
Також певні види медитації посилюють емпатію: активують ті ділянки мозку, які відповідають за співчуття, любов і щастя.

## Концепція змінених рис
Головна ідея книги в тому, що регулярна і тривала практика медитації дає не лише розслаблення та відчуття спокою, але й забезпечує формування певних рис на постійній основі, приміром терпіння, доброти, щедрості. Мозок йога у стані спокою схожий до мозку будь-якої людини під час медитації, однак такий стан в йогів вже став їхньою рисою.

## Відгуки
У відгуці від Psych Central книга отримала похвалу за уникнення сприйняття теми як чогось чутливого, одночасно досліджуючи важливі дослідження. Відгук стверджує: "У своїй новій книзі, [...] визнані експерти в своїх галузях та медитувальники протягом всього життя Деніел Ґоулмен та Річард Девідсон розкривають дані, які демонструють, що саме медитація може і не може робити."
Greater Good Magazine з університету Каліфорнії, Берклі, дала книзі дуже позитивний відгук. Він описує Altered Traits як "дуже зрозумілу книгу, яка допомагає читачам відокремити зерно від полови науки про уважність" і стверджує, що "переконливий аргумент у тому, що медитація у різних формах може перетворити нас не тільки в даний момент, але й у більш глибокі, тривалі способи". У відгуку також зазначається, що "Девідсон та Ґоулмен добросовісно повідомляють також про зустрічні докази."

## Переклади українською
- Ґоулман Деніел, Девідсон Річард. Нове «Я». Вплив медитації на свідомість, тіло й мозок / пер. з англ. Олександра Асташова. — К.: Наш Формат, 2019. — 264 с. — ISBN 978-617-7682-50-8.

## Зноски
1. ↑  Nana, Claire (8 жовтня 2018). Book Review: Altered Traits. Psych Central. Архів оригіналу за 10 березня 2019. Процитовано 12 березня 2019.
2. ↑  Suttie, Jill (15 вересня 2017). Can Meditation Lead to Lasting Change?. Greater Good Magazine: Science-Based Insights for a Meaningful Life. UC Berkeley. Процитовано 12 березня 2019.